# Bảng chỉ dẫn an toàn hóa chất

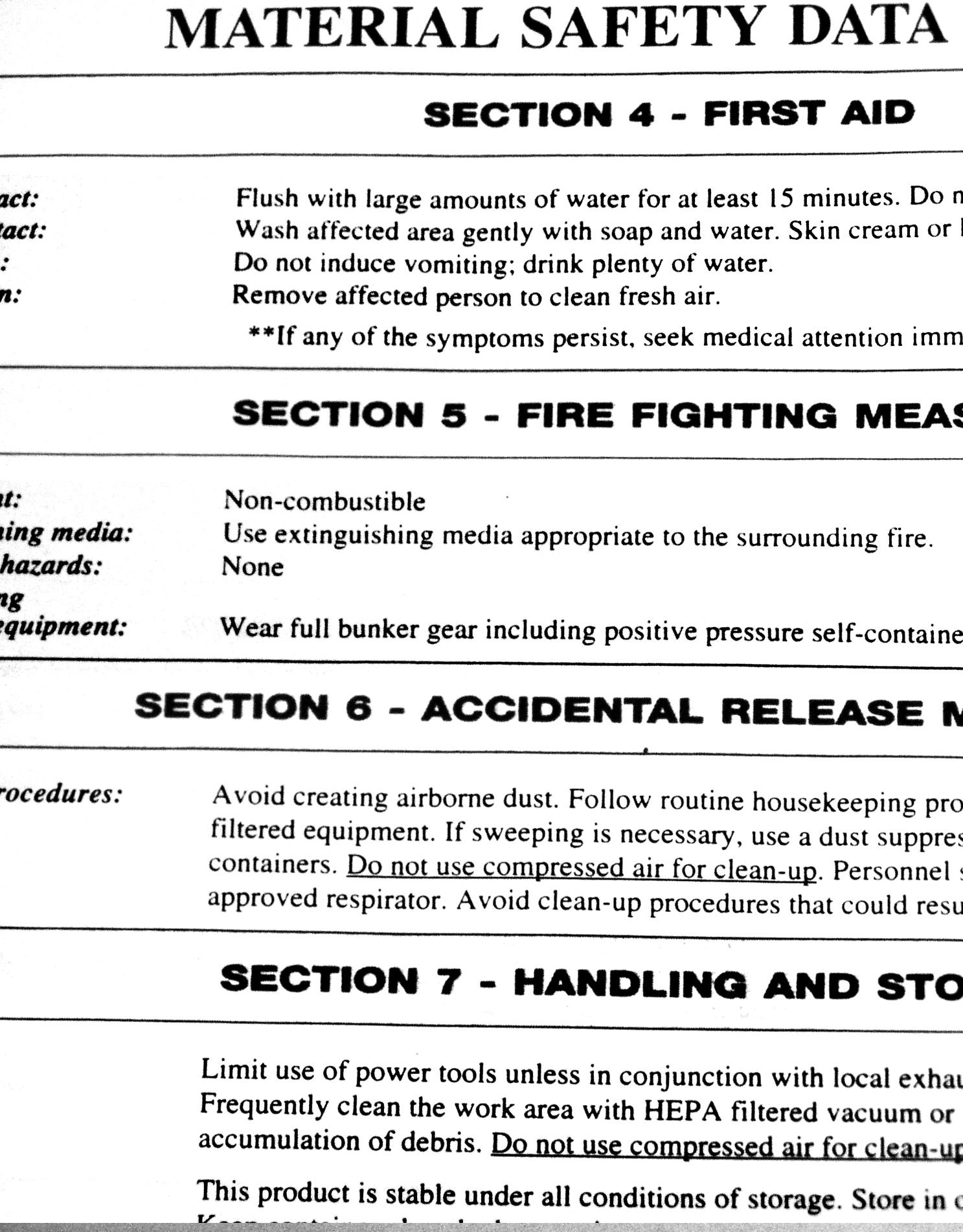
Một đoạn mẫu của một MSDS của Hoa Kỳ cung cấp hướng dẫn các thủ tục, quy trình để tiếp xúc, làm việc an toàn với hóa chất đó, cùng với thông tin về thành phần và thuộc tính của nó.

Một Bảng chỉ dẫn an toàn hóa chất (tiếng Anh viết tắt MSDS từ Material Safety Data Sheet) là một dạng văn bản chứa các dữ liệu liên quan đến các thuộc tính của một hóa chất cụ thể nào đó. Nó được đưa ra để cho những người cần phải tiếp xúc hay làm việc với hóa chất đó, không kể là dài hạn hay ngắn hạn các trình tự để làm việc với nó một cách an toàn hay các xử lý cần thiết khi bị ảnh hưởng của nó.

## Thành phần
Một bảng chỉ dẫn an toàn hóa chất (MSDS) phải bao gồm ít nhất là các mục sau:
- Tên gọi thương phẩm, tên gọi hóa học và các tên gọi khác cũng như các số đăng ký CAS, RTECS v.v.
- Các thuộc tính lý học của hóa chất như biểu hiện bề ngoài, màu sắc, mùi vị, tỷ trọng riêng, nhiệt độ nóng chảy, nhiệt độ sôi, điểm bắt lửa, điểm nổ, điểm tự cháy, độ nhớt, tỷ lệ bay hơi, áp suất hơi, thành phần phần trăm cho phép trong không khí, khả năng hòa tan trong các dung môi như nước, dung môi hữu cơ v.v
- Thành phần hóa học, họ hóa chất, công thức và các phản ứng hóa học với các hóa chất khác như axít, chất oxy hóa.
- Độc tính và các hiệu ứng xấu lên sức khỏe con người, chẳng hạn tác động xấu tới mắt, da, hệ hô hấp, hệ tiêu hóa, khả năng sinh sản cũng như khả năng gây ung thư hay gây dị biến, đột biến gen. Các biểu hiện và triệu chứng ngộ độc cấp tính và kinh niên.
- Các nguy hiểm chính về cháy nổ, tác động xấu lên sức khỏe người lao động và nguy hiểm về phản ứng, ví dụ theo thang đánh giá NFPA từ 0 tới 4.
- Thiết bị bảo hộ lao động cần sử dụng khi làm việc với hóa chất.
- Quy trình thao tác khi làm việc với hóa chất.
- Trợ giúp y tế khẩn cấp khi ngộ độc hay bị tai nạn trong khi sử dụng hóa chất.
- Các điều kiện tiêu chuẩn để lưu giữ, bảo quản hóa chất trong kho (nhiệt độ, độ ẩm, độ thoáng khí, các hóa chất không tương thích v.v) cũng như các điều kiện cần tuân thủ khi tiếp xúc với hóa chất.
- Phương pháp xử lý phế thải có chứa hóa chất đó cũng như xử lý kho tàng theo định kỳ hay khi bị rò rỉ hóa chất ra ngoài môi trường.
- Các thiết bị, phương tiện và trình tự, quy chuẩn trong phòng cháy-chữa cháy.
- Các tác động xấu lên thủy sinh vật và môi trường.
- Khả năng và hệ số tích lũy sinh học (BCF).
- Các quy định về đóng gói, tem mác và vận chuyển.

## Áp dụng
Tại Mỹ, OSHA yêu cầu rằng MSDS phải báo cho người lao động về các khả năng gây thương tổn tiềm ẩn của mọi hóa chất trong khu vực sản xuất theo luật "Các quyền người lao động được biết".
MSDS chủ yếu được sử dụng trong các khu vực sản xuất có sử dụng hóa chất được coi là độc hại mà không phải là cho các hóa chất được sử dụng phổ biến trong đời sống hàng ngày. Ví dụ, MSDS cho các chất tẩy rửa là không thích hợp lắm cho những người chỉ sử dụng một can hóa chất này trong năm, nhưng nó là cực kỳ cần thiết cho những người làm công việc tẩy rửa trong một khu vực chật hẹp tới 40 h trong tuần.
Tại Việt Nam, các xí nghiệp sản xuất công nghiệp hiện đại đều bắt buộc phải có MSDS.